# Quinquina (botanique)
Cinchona officinalis · Quinquina gris
Pour les articles homonymes, voir Quinquina.
Espèce
Classification phylogénétique
Le quinquina (Cinchona officinalis) est un arbuste ou un petit arbre à feuillage persistant de la famille des Rubiacées. Il est originaire des forêts de montagne humides de Colombie, d’Équateur, du Pérou et de Bolivie, entre 1600 et 2700 mètres d’altitude. Il est exploité pour son écorce dont on tire la quinine, fébrifuge et antipaludéen naturel.
Le terme quinquina est polysémique : il peut aussi bien désigner l'arbre de l'espèce Cinchona officinalis que le genre Cinchona et donc servir de terme générique pour n'importe quelle espèce du genre. Par ellipse, il désigne aussi l'écorce de quinquina, (une drogue) ou le vin de quinquina (un apéritif).
Pour éviter tout risque de confusions, l'espèce Cinchona officinalis est aussi appelée quinquina gris, et son écorce l'écorce brune du Pérou.

## Histoire de la nomenclature
La dénomination scientifique Cinchona officinalis a été donnée par Linné sur la base de la description donnée par La Condamine dans son mémoire  sur « l'Arbre du quinquina » publié par l'Académie royale en 1738. 
Dans la dernière révision du genre Cinchona par Andersson, 23 espèces de quinquina ont été distinguées, regroupées en trois groupes. Maintenant, l'espèce Cinchona officinalis se retrouve donc dans le groupe de Cinchona.Calisaya avec des caractères distinctifs assez discrets pour ne pas pouvoir être reconnus dans la description de La Condamine. Comme le remarque Andersson, « L'ironie veut que le présent traitement du nom C. officinalis restreigne son usage à une forme sans aucune importance médicinale » (car elle comporte seulement des traces de quinine).
L'emploi par des auteurs anciens du terme Cinchona officinalis ne correspond pas forcément à l'espèce décrite ici suivant la classification d'Andersson.
Nom vernaculaire :
- en Équateur, C. officinalis est appelé uritusinga.

Synonymes :
la circonscription précise de l'espèce Cinchona officinalis a posé beaucoup de problèmes aux botanistes. De nombreux synonymes ont été trouvés.

## Étymologie
Au XVIIe siècle, Sebastiano Bado, un médecin génois qui n'avait jamais voyagé en Amérique du Sud, fut le premier à employer le terme quinquina : jusque-là les Jésuites parlaient de l'arbol de las calenturas, « l'arbre des fièvres ». Il justifia l'emploi de ce terme en prétendant que kinakina désignait, en langue quechua, l'arbre donnant l'écorce du Pérou. Cette information était erronée et il est maintenant établi que ce terme désigne un tout autre arbre : le Myroxylon peruiferum.
Le témoignage de Castelnau, responsable d'une expédition scientifique en Amérique du Sud au milieu du XIXe siècle, est limpide à cet égard :
[En Bolivie] "Mon guide fut plus heureux lorsqu'il s'agit de me montrer l'arbre dont on retirait l'encens qu'il brûlait sur l'autel de l'église de Guterrez. C'est un des végétaux les plus répandus, et en même temps les plus intéressants des forêts de la Cordillère des Andes, où il est généralement connu sous le nom de quinaquina (Myroxylon peruiferum)." (de Castelnau, 1851)

## Description

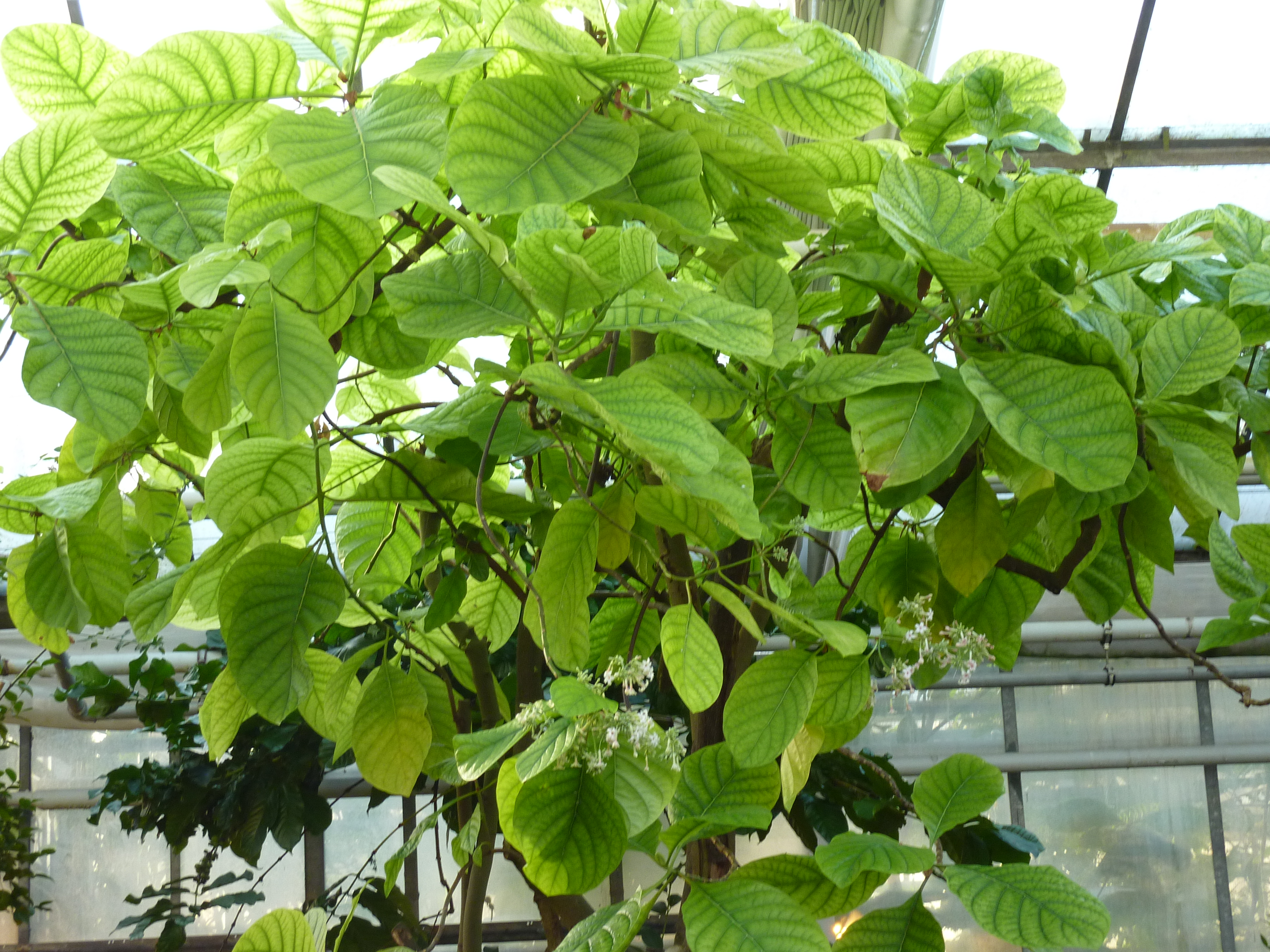
Cinchona officinalis.

Cinchona officinalis est un arbuste pouvant atteindre 6 m de hauteur, aux jeunes branches densément pubescentes à subglabres.
Les feuilles décussées sont chartacées (Texture parcheminée)[Quoi ?] à l'état sec, de 6-11 × 3-4,6 cm, elliptiques ou plus ou moins ovales, à base cunée. Elles sont proches de C. calisaya mais on peut les reconnaître par leur domaties en cavité plus développées dans la moitié proximale du limbe.
Les inflorescences sont des cymes, à axe plus ou moins densément pubescent, en position terminale sur les branches latérales. Le calice d'environ 2 mm est glabre à l'intérieur. La corolle rose ou pourpre, comporte un tube de 8-13 mm de long et des lobes de 3-5 mm. Les étamines sont insérées dans le tube ; elles peuvent être longues (6 mm) pour les fleurs à style court ou courtes (1-3 mm) pour les fleurs à style long.
Les fruits sont des capsules en forme d'ellipsoïde ou subglobuleuses, de 10-20 × 6-10 mm.

## Distribution et écologie
La distribution naturelle semble se limiter à une aire restreinte des régions andines du sud de l'Équateur (El Oro, Cañar, Azuay, Loja).
Ce quinquina pousse dans les forêts sèches, entre 1 700 et 3 000 m d'altitude.
Des essais de cultures de C. officinalis furent menés en Inde, à Java et à la Jamaïque, mais uniquement à titre expérimental car cette espèce ne contient pas (ou seulement des traces) de quinine.

## Composition
L'écorce de quinquina est riche en composés phénoliques. Elle contient aussi des acides organiques, des saponosides et de l'huile essentielle.
C. officinalis est moins riche en alcaloïdes quinoléiques que le C. calisaya ou C. pubescens.
| Alcaloïdes d'écorce de C. officinalis du sud de l'Équateur en % de mat. sèche, d'après Hodge (1948) |              |         |           |                   |
| Cinchonine                                                                                          | Cinchonidine | Quinine | Quinidine | Alcaloïdes totaux |
| 1,16                                                                                                | 1,12         | 0,41    | 0         | 2,69              |

Pauvre en quinine, le Cinchona officinalis a surtout été utilisé dans de  nombreuses boissons amères, des vins aromatiques.

## Histoire de l'écorce de quinquina

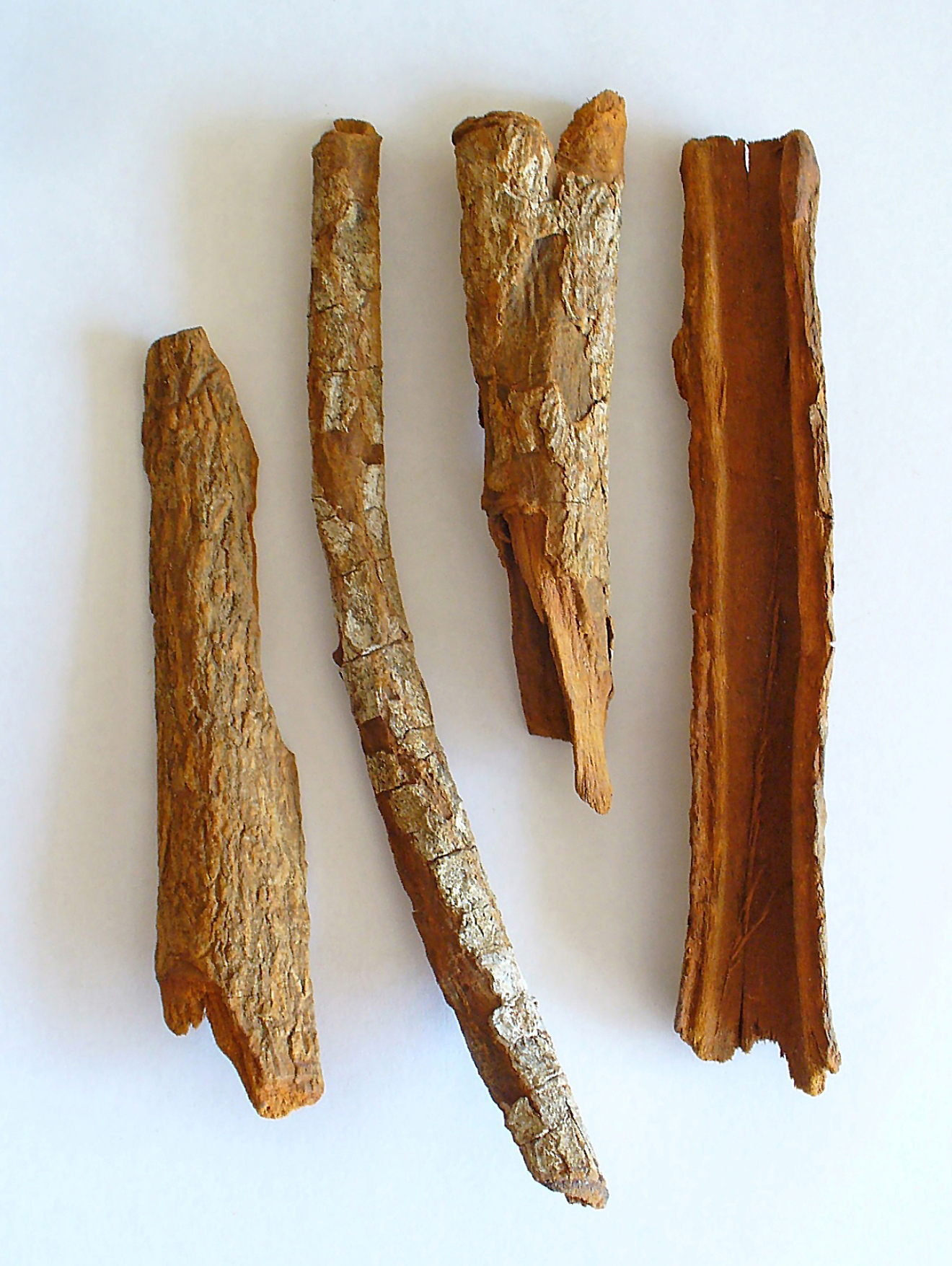
Écorce de quinquina (Cinchona officinalis).

Les propriétés antipaludiques de l'écorce de quinquina ont commencé à être connues en Europe au XVIIe siècle grâce aux Jésuites du Pérou qui en ramenaient à Rome lorsqu'ils se rendaient dans cette ville très impaludée. Par la suite, l'écorce du Pérou s'imposa peu à peu comme le traitement de choix des fièvres intermittentes sans que les botanistes européens ne disposent de descriptions précises de l'arbre sur lequel elle était prélevée.
En 1649, Louis XIV est guéri d'une fièvre tenace grâce à la poudre des jésuites. Plus tard, lorsque son fils, le Grand Dauphin, sera également guéri grâce à cette poudre, il fait publier un document concernant ce traitement par l'apothicaire de la cour. Cependant, tant les provenances que les teneurs en principes actifs de ce remède restent encore inconnues à cette époque.

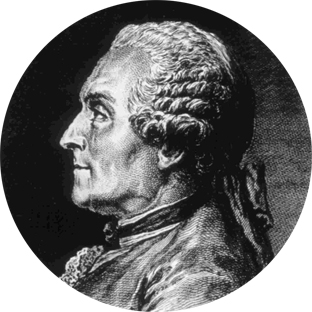
Charle Marie de la Condamine (1701-1774).

En 1735, l'Académie royale des Sciences envoie une expédition scientifique au Pérou avec plusieurs mathématiciens, le géographe Charles Marie de La Condamine et le médecin naturaliste Joseph de Jussieu, pour effectuer des mesures d'un arc méridien. Ce fut la description de l'arbre de La Condamine qui arriva la première en Europe et qui fit autorité auprès de Linné.
Ce mémoire de La Condamine, Sur l'arbre du quinquina, publié par l'Académie royale en 1738, indique :

« Le meilleur quinquina, du moins le plus renommé, se recueille sur la montagne de Cajanuma située à deux lieuës & demie environ au sud de Loxa, c'est de là qu'a été tiré le premier qui fut rapporté en Europe. On distingue communément trois espèces de quinquina quoique quelques-uns en comptent jusqu'à quatre, le blanc, le jaune et le rouge : on m'avait dit à Loxa que ces trois espèces n'étoient différentes que par leur vertu, le blanc n'en ayant presque aucune, et le rouge l'emportant sur le jaune.
On se sert pour cette opération [la collecte de l'écorce] d'un couteau ordinaire dont on tient la lame à deux mains, l'ouvrier entame l'écorce à la plus grande hauteur où il peut atteindre, et pesant dessus, il le conduit le plus bas qu'il peut... l'écorce après avoir été ôtée, doit être exposée au soleil plusieurs jours, et ne doit être emballée pour se bien conserver, que lorsqu'elle a perdu toute son humidité... »

« Il y a une petite ville de Loxa au Pérou, dans l’audience de Quito, sur le confluent de deux petits ruisseaux, qui descendent du nord de Caxanuma, et qui tournant à l’est, et grossis de plusieurs autres, forment la rivière de Zamora, prés de la ville qui porte son nom Zamora, qui se jette dans le Maranon, sous le nom de Sant-Jago. Loxa est situé quatre degrés au-delà de la ligne équinoxiale, environ cent lieues au sud de Quito, un degré plus à l’ouest. La montagne de Caxanuma, célèbre par l’excellent quinquina qui y croît, est à plus de deux lieues & demie au sud de Loxa. Cette petite ville a été fondée en 1546, dans un vallon assez agréable, par Mercadillo, l’un des capitaines de Gonçale Pizarre, le frère de Francisco Pizarro. Son sol est d’environ 1100 toises au-dessus du niveau de la mer. Le climat y est fort doux, quoique les chaleurs y soient quelquefois incommodes. J’en parle ainsi d’après M. de la Condamine, Mém. de l’acad. des Sc. ann. 1745 »
Ce mémoire de Joseph de Jussieu, Sur l'arbre de Kinakina, inédit de 1737, publié par la BNF en 1939 indique :
« On appelle Caxanuma la montagne célèbre ou pousse le quinquina de meilleure qualité. Elle est située à deux lieues au sud de la ville de Loxa. Là les montagnes s'étendent et forment une longue chaîne aux sommets élevés que les espagnols appellent la Cordillère. Le Caxamuca fait partie de cette chaîne. Des torrents descendent de cette montagne, ces torrents divers qui forment un seul fleuve, le Rio del Catayamo, qui coule ensuite vers la mer. Plus tard il change de nom et s'appelle Rio de la Chira.
Les localités de la montagne de Caxanuma et de la région voisine fertiles en quinquina et que j'ai visitées moi-même en grande partie sont : Urituchinga Pacay, Pombogueco, le village de San Barnabe, Vraganga, Tor, Ansayacu, Mischiyacu, T.Boqueron, T.Vihinia, T.Chamba, Mansananca, le village de Yangana, T.Cachiyacu, Penas, Cherangue, T.san Mguel, T. le village se San Rafael, Zumbacola T.
Toutes ces localités sont situées sur les pentes de la montagne Caxanuma. À mesure qu'on s'éloigne de Caxanuma, la qualité de l'écorce baisse. Il faut savoir que le quinquina se rencontre dans presque toute la province de Loxa.
Il est certain que les premiers qui apprirent les vertus et l'efficacité de cet arbre furent les Indiens du village Malacatos. Comme ils avaient beaucoup à souffrir de l'inconsistance du climat chaud et humide et des fièvres intermittentes, ils furent obligés de chercher un remède contre une maladie aussi importune. Sous le règne des Incas, les Indiens étaient des botanistes experts et des connaisseurs subtils des vertus de toutes ces herbes.
Après des expériences faites sur différentes plantes, ils trouvèrent que l'écorce de quinquina était le dernier et presque l'unique remède contre les fièvres intermittentes.
Ils l'appelaient « Yarachucchu Carachucchu ».
Yara signifie arbre
Cara signifie l'écorce
Chucchu signifie frisson de la fièvre.
Ils l'appelaient pour ainsi dire l'arbre de la fièvre intermittente. Les Indiens du village Malacatos l'appelaient aussi « Ayac Cara », ce qui signifie écorce amère. 
Une fois qu'un moine de la Société des Jésuites, malade de la fièvre intermittente, traversait le village Malacatos, un cacique (chef indien) eut pitié de lui et ayant appris la maladie du révérend père lui dit : « Attends un peu, et je te rendrai la santé » ; ce disant, l'Indien alla sur la montagne, en rapporta l'écorce dont il donna la décoction au moine. Le Jésuite, guéri et revenu en pleine santé, voulut savoir de quel genre de l'écorce, il en recueillit une grande quantité. Retournant en Espagne, il passa par le Pérou et y retrouva une même écorce qui produisit les mêmes effets. De là provient notre ancienne dénomination de poudre des Jésuites. Puis on l'appela poudre du Cardinal. Or comme parmi différents spécimens de fruits, rapportés par le Jésuite, se trouvait le fruit de l'arbre appelé « Quina Quina », on le prit pour le fruit de l'arbre qui chasse les fièvres intermittentes. Le Jésuite ne pouvait pas contredire cette affirmation, n'ayant jamais vu l'arbre, ne le connaissant pas et n'ayant rapporté que l'écorce.
C'est ainsi que furent attribuées au « Quina Quina » des vertus fébrifuges et que l'on appela quiquina l'écorce fébrifuge du Pérou.
Alors qu'il faudrait transcrire non Quina Quina mais Kinakina. »
Loja (espagnol ˈlo.xa), ou Loxa, est une ville d'Équateur et la capitale de la province de Loja. Elle a été fondée en 1548. Elle est connue pour avoir reçu la visite de Simón Bolívar durant sa campagne pour unifier la Grande Colombie. Elle est située dans le sud du pays, à 430 km au sud de Quito. Sa population s'élevait à 118 532 habitants en 2001.
La province de Loja, quoique située dans la région montagneuse des Andes, jouit d'une température très douce, car elle n'est pas environnée de montagnes neigeuses. Son climat est plus chaud que celui de la province de Quito.

## Gustation
L'écorce de quinquina a un goût particulièrement amer.